# Alexandru Ioan Morțun
Alexandru Ioan Morțun (* 16. Juli 1951 in Turnu Severin) ist ein rumänischer Politiker und ehemaliges Mitglied des Europäischen Parlaments für die Partidul Național Liberal. Im Zuge der Aufnahme Rumäniens in die Europäische Union gehörte er vom 1. Januar bis zum 9. Dezember 2007 dem Europäischen Parlament an und war dort Mitglied in der Fraktion der Allianz der Liberalen und Demokraten für Europa.

## Posten als MdEP
- Stellvertretender Vorsitzender im Ausschuss für Umweltfragen, Volksgesundheit und Lebensmittelsicherheit
- Mitglied in der Delegation für die Beziehungen zu den Ländern Südostasiens und der Vereinigung südostasiatischer Nationen (ASEAN)
- Stellvertreter im Ausschuss für Binnenmarkt und Verbraucherschutz